# Falling Away from Me
Falling Away from Me é uma canção e videoclipe da banda norte-americana de nu metal KoЯn, do seu quarto álbum de estúdio Issues. Foi o primeiro single do álbum Issues, lançado nas rádios de todo mundo em 6 de dezembro de 1999, alcançando Tripla Platina com o lançamento do álbum de KoЯn Issues em 16 de novembro de 1999.
A música representa a musicalidade tradicional do KoЯn no seu álbum de 1999 Issues, o conhecido estilo nu metal da década de 90, além de ser a mais trabalhada musicalmente, ganhando a posição de primeiro single do CD.
É considerada a melhor música do álbum Issues, e muitas vezes até a melhor música do KoЯn. É a canção com mais profundidade, expressão e impressão da banda, visto pela letra composta por Jonathan Davis, baseada em sua infância.

## Estilo musical
Começando pelo single Falling Away from Me, no álbum Issues o KoЯn mostra uma musicalidade bem mais trabalhada, diferentemente do Follow the Leader e os álbuns anteriores a esse, KoЯn abre mão de batidas eletrônicas de Hip Hop e vocais rapeados freqüentes, e aposta em utilizar mais Guitarras, tanto a Base quanto a Solo, principalmente em riffs, com teclados (eletrônicos, em forma de sampler), e uma integração vocal entre Jonathan Davis e outros integrantes da banda no backing vocal, no refrão do single Falling Away From Me.

## Letra

### Inspiração
A Letra de Falling Away From Me é altamente expressionista e impressionista, composta por Jonathan Davis, vocalista e líder do KoЯn, é baseado na sua difícil infância.
Jonathan Davis em sua infância sofreu muita violência de seus pais, além de constante bullying no colégio, mas felizmente conseguiu vencer isso com sua separação dos pais, ganhando a vida com a música. Davis sempre comentou que certas músicas do KoЯn continham temas dessa sua difícil fase da vida, e essa inspiração chega ao máximo na canção Falling Away From Me.

### Expressão e impressão
Nos versos de Falling Away from Me, Jonathan Davis com o KoЯn consegue atingir o máximo de expressão e impressão, mostrando a terrível realidade de uma infância acompanhada de sofrimento: a violência pelos próprios pais, e o suicídio movimentado pelo sofrimento às mãos de bullying e depressão.
Cada estrofe contém sua interpretação própria no contexto da canção, mostrando o caso de uma pessoa altamente depressiva, pessimista, desacreditada com a vida, justamente Afastando-se de mim mesmo, Afastando-se dela mesma pela sua vida violentada.

#### O contexto dos versos
A músicia começa com um riff de guitarra, com captador da ponte, reverb e com um Dunlop UniVibe com slow rate e mais profundidade no Depth, com um tom melancólico e estridente, em Si menor, criando uma atmosfera melancólica e osbcura.
A primeira estrofe introduz mostrando uma pequena análise da condição do eu-lírico que a canção mostra naquela hora:
O eu-lírico está cansado, provavelmente das agressões que recebeu pelo dia (Hey, I'm feeling tired, my time is gone today), já tão deprimido que pensa em suicídio (You flirt with suicide, sometimes that's ok), e mostra uma atitude conformada com aquele acontecimento tão contínuo enquanto mistura esses pensamentos terríveis com a sua solidão e sofrimento (Do what others say, I'm here standing hollow), e nessa situação ele está se afastando dele mesmo...(Falling away from me, falling away from me).
Na segunda estrofe, já existe um momento de pensamento altamente depressivo do eu-lírico, um momento em que ele sente que aquilo nunca irá acabar:
À noite, com seu dia terminando, o eu-lírico está pensando no seu ruim dia, como todos os outros, com violência física e mental (Day, is here fading, that's when I'm insane), e realmente pensando em suicídio para acabar com sua dor, o conhecido bullycídio, vide Bullying (I flirt with suicide, sometimes kill the pain), e tenta se iludir dizendo que "Amanhã será um dia melhor", mas não consegue, pois sabe que não será (I can always say "It's gonna be better tomorrow"), e com tudo isso continua se afastando dele mesmo... (Falling away from me, falling away from me).
Depois da introdução das 1ª e 2ª estrofes, começa o refrão, o eu-lírico se lembrando de uma cena em que era violentado fisicamente, fato do bully ou violência dos pais (Beating me down, beating me, beating me down; Down into the ground; Screaming some sound, beating me, beating me down; Down into the ground).
Na quinta estrofe, o eu-lírico se encontra em um estado entorpecido, variando entre as lembranças de quando foi espancado e entre o estado "atual", repetindo que está se afastando dele mesmo com essa vida. Provavelmente na quinta estrofe se descreve o estado do eu-lírico após ser espancado, pelas várias tonturas descritas, e o eu-lírico enquanto se lembra repetindo, que está se afastando de si mesmo ((Falling away from me) It's spinning round and round; (Falling away from me) It's lost and can't be found; (Falling away from me); It's spinning round and round (Falling away from me); So it down)
Após a quinta estrofe, volta o refrão. O eu-lírico continua com a terrível memória do espancamento, afastando cada vez mais ele de ele mesmo.
Após a volta do refrão, vem o sétimo e oitavos estrofes, talvez a parte mais marcante da canção, onde conta que enquanto o espancamento, o eu-lírico orava a Deus para que os violentadores e os pensamentos de suicídio vão embora(Twisting me, they won't go away; So I pray, go away), mostrando subliminarmente a fé de Jonathan Davis, mesmo com sua terrível infância, já que a história da canção é baseada em fatos reais da infância de Davis. Nesta estrofe , existem vocais gritados, porém muito baixos, quase imperceptíveis se não houver atenção. Simbolizam as lembranças, por isso são baixos, das vozes dos bullyers na mente do eu-lírico.
Na oitava estrofe, mostra novamente que realmente a vida do eu-lírico está se afastando desse (Life's falling away from me; It's falling away from me; Life's falling away from me), em vários sentidos, talvez por que ele estivesse próximo da morte, ou por depressão, ou pelos próprios motivos físicos, o espancamento. Porém apesar disto tudo, o eu-lírico tem grande vontade de sobrevivência, e mostra raiva com (F!ck), ao final do verso.
Após essas estrofes, o refrão se repete duas vezes e a música termina com a Intro da próxima faixa Trash, com que a Falling Away from Me mantém uma conexão entre os contextos.

#### Mensagem
A mensagem de Falling Away from Me é justamente uma crítica à violência nas crianças, ao suicídio em crianças e adolescentes, e ao bullying, este último tão presente na vida de Jonathan Davis. Davis tenta expressar ao máximo a vida de uma pessoa constantemente violentada física e mentalmente, com sucesso. Paralelamente, Davis tenta, não somente nessa canção mas também na vida real, combater essa violência com o público-alvo do KoЯn e também o público-alvo do bullying, os adolescentes. Davis quer que, como ele, os adolescentes não fiquem depressivos com essa situação realmente tão depressiva (e que pode terminar até em suicídio), mas sim lutem contra isso e se livrem dessa vida para uma vida nova!

## Vídeo musical
O Videoclipe de Falling Away From Me mostra basicamente a história descrita acima, porém com  a particularidade do eu-lírico ser representado por uma menina, e o aparecimento recorrente do KoЯn, com um cenário "particular", em uma sala vedada, com o fundo verde, e dezenas de lâmpadas incandescentes acesas.

## Faixas do Single
Na Alemanha e Austrália o single Falling Away From Me de KoЯn foi lançado em edição especial, com várias faixas bônus remixadas.

### Edição germânica
- CD5" 668135 2

1. "Falling Away from Me" (radio edit) – 4:31
2. "Jingle Balls" – 3:27
3. "Falling Away from Me" (acappella) – 3:45

### Edição australiana
- CD5" 668369 2

1. "Falling Away from Me" – 4:31
2. "Falling Away from Me" (Krust remix) – 8:29
3. "Jingle Balls" – 3:27
4. "Falling Away from Me" (Mantronik remix) – 6:05
5. "Got The Life" (Josh Abraham remix) – 4:01
6. "Falling Away from Me" (CD Video)

## Recepção
O som teve grande popularidade nas rádios, sendo o primeiro single do KoЯn a realmente "bombar", chegando até na Billboard's Hot 100, na posição 99. E chegou em sétimo na Mainstream Rock Songs e Alternative Songs. O vídeo fez grande sucesso como o anterior: "Freak on a Leash", com apresentação contínua na MTV e Total Request Live como terceiro lugar, e chegando em número 1 na primeira semana. Ele acabaria por se tornar o terceiro vídeo de KoЯn com grande sucesso sendo 10 dias primeiro lugar geral.
| Chart (1999/2000)                    | Máxima Posição |
| ------------------------------------ | -------------- |
| U.S. Billboard Hot 100               | 99             |
| U.S. Billboard Alternative Songs     | 7              |
| U.S. Billboard Mainstream Rock Songs | 7              |
| Australian Singles Chart             | 62             |
| Belgian Singles Chart (Flanders)     | 67             |
| German Singles Chart                 | 86             |
| Dutch Singles Chart                  | 77             |
| UK Singles Chart                     | 24             |